# Christiana Riley
Christiana Riley (geboren 1978) war von Januar 2020 bis zum Mai 2023 Vorstandsmitglied der Deutsche Bank AG und Chief Executive Officer für den Bereich Amerika. Seit Oktober 2023 leitet sie die Region Nordamerika der Banco Santander.

## Herkunft und Ausbildung
Riley wuchs in Connecticut auf und machte 1996 ihren Abschluss an der Greenwich High School.
Im Jahr 2000 besuchte sie die Princeton University, wo sie Romanische Sprachen studierte und einen Bachelor of Arts-Abschluss erlangte. 2005 absolvierte sie ihren Master of Business Administration an der London Business School.

## Karriere
Rileys berufliche Karriere begann im Jahr 2000 bei der Investmentbank Greenhill, bei der sie als Analystin zunächst im New Yorker Büro arbeitete. Später übersiedelte sie nach Frankfurt. Von dort wechselte sie zum Beratungsunternehmen McKinsey, wo sie von 2004 bis 2006 als Mitarbeiterin tätig war.

### Deutsche Bank
2006 begann Riley bei der Deutschen Bank zu arbeiten. Dort war sie zuerst in der Strategieabteilung tätig, deren Leitung sie von 2011 bis 2015 innehatte.
Danach wurde sie Chief Financial Officer der Corporate und Investmentbank.
Am 1. Januar 2020 wurde sie in den Vorstand der Deutschen Bank berufen und ist dort als Chief Executive Officer für DB USA Corp zuständig mit Verantwortung für Region Amerika. Zum Zeitpunkt ihrer Ernennung war sie die einzige Frau im Vorstand. Die Financial Times nannte sie eine der zehn Personen, die die Wall Street im Jahr 2020 prägen sollten.
In einem Beitrag auf Linkedin verurteilte sie den Angriff auf das Kapitol in Washington durch Donald-Trump-Anhänger scharf.
Im Mai 2023 schied sie aus dem Vorstand aus.

### Weitere Karriere
Seit Oktober 2023 leitet Christiana Riley die Geschäfte der Banco Santander in Nordamerika als Regional Head.

## Weitere Tätigkeiten
Riley ist Mitglied des Aufsichtsrats der The Clearing House. Sie ist auch im Exekutivausschuss des Instituts für Internationale Banker tätig und Mitglied des Trustees bei American Institute for Contemporary German Studies, Arthur F. Burns Fellowship und die Cranach Foundation. Im Januar 2021 wurde Riley als Mitglied der Chief Executive Officers für Corporate Purpose (CECP) ernannt.

## Persönliches
2004 heiratete sie Christopher Bruce Riley. Riley hat zwei Kinder.